# Ferid Murad
Ferid Murad (14. září 1936, Whiting, Indiana, USA – 4. září 2023, Menlo Park, Kalifornie) byl americký farmakolog z rodiny albánského původu.
Roku 1998 obdržel Nobelovu cenu za fyziologii nebo lékařství, spolu s Robertem F. Furchgottem a Louisem Ignarrem, a to za objev, že oxid dusnatý (NO) slouží jako signální molekula v kardiovaskulárním systému. Odhalili zcela nový mechanismus, jak lze uvolnit a rozšířit cévy, což bezprostředně vedlo mj. k objevu Viagry, známého léku na poruchy erekce. Objev role oxidu dusnatého byl velmi překvapující, neboť žádný jiný plyn jako signalizační molekula v těle neslouží a NO byl do té doby znám jen jako zplodina automobilových motorů. Za tento objev Murad získal roku 1996 i Laskerovu cenu.
Magisterský titul a roku 1965 i Ph.D. získal na Western Reserve University (později Case Western Reserve University) v Clevelandu, ve státě Ohio. Poté zahájil klinickou praxi, krom toho učil farmakologii na University of Virginia School of Medicine v Charlottesville (1975–1981), na Stanford University (1981–1989) a poté na Northwestern University (1988). Roku 1977 ukázal, že působení nitroglycerinu a dalších tradičních léčiv srdce je zprostředkováno oxidem dusnatým. Následně zkusil vstoupit do soukromého sektoru jako viceprezident Abbott Laboratories (1988–1992) a prezident firmy Molecular Geriatrics Corporation (1993–1995). V roce 1997 začal učit na lékařské fakultě University of Texas v Houstonu.
Zemřel 4. září 2023 v Menlo Parku v Kalifornii ve věku 86 let.